# Chersotis juvenis
Chersotis juvenis är en fjärilsart som beskrevs av Otto Staudinger 1901. Chersotis juvenis ingår i släktet Chersotis och familjen nattflyn. Inga underarter finns listade i Catalogue of Life.